# Come on Ring Those Bells
Come on Ring Those Bells är en julsång skriven av Andrew Culverwell, och ursprungligen inspelad av Evie Tornquist-Karlsson 1977. Hon spelade också in den 1978 under titeln Julens klockor ring på albumet med samma namn, med text av Eva Cronsiö.
1979 spelades den in av Samuelsons på svenska på albumet God jul önskar Samuelsons. och 2002 spelades den in av Pete & the Frogfighters, och utgavs på singel.
Den framfördes också under Klingande julkort 2001, och togs med på skivinspelningen därifrån som utkom 2002.

### Fotnoter
1. ↑  ”Julens klockor ring”. Svensk mediedatabas. 27 februari 1978. http://smdb.kb.se/catalog/id/001892330. Läst 2 januari 2014.
2. ↑  ”God jul önskar Samuelsons”. Svensk mediedatabas. 27 februari 1979. http://smdb.kb.se/catalog/id/001889382. Läst 2 januari 2014.
3. ↑  ”Julsingel 2002”. Svensk mediedatabas. 27 februari 2002. http://smdb.kb.se/catalog/id/001551429. Läst 2 januari 2014.
4. ↑  ”Klingande julkort”. Svensk mediedatabas. 27 februari 2002. http://smdb.kb.se/catalog/id/001551155. Läst 2 januari 2014.